# Leilaster radians
Leilaster radians är en sjöstjärneart som först beskrevs av Perrier 1881.  Leilaster radians ingår i släktet Leilaster och familjen Leilasteridae. Utöver nominatformen finns också underarten L. r. spinulosus.